# Campionati mondiali juniores di sci alpino 2003
I Campionati mondiali juniores di sci alpino 2003, 22ª edizione della manifestazione organizzata dalla Federazione Internazionale Sci, si svolsero in Francia, nel dipartimento delle Alte Alpi nell'area intorno a Briançon (Briançonnais), dal 4 all'8 marzo. Teatro delle gare furono le piste di Monginevro, Puy-Saint-Vincent e Serre Chevalier; il programma incluse gare di discesa libera, supergigante, slalom gigante, slalom speciale e combinata, tutte sia maschili sia femminili.

## Risultati

### Uomini

#### Discesa libera
| Pos. | Atleta                 | Nazione     | Tempo   |
| ---- | ---------------------- | ----------- | ------- |
| 1    | Daniel Albrecht        | Svizzera    | 1:09,49 |
| 2    | Sergej Komarov         | Russia      | 1:09,79 |
| 3    | Marc Berthod           | Svizzera    | 1:09,85 |
| 4    | Alexander Ortler       | Italia      | 1:09,86 |
| 5    | Manuel Osborne-Paradis | Canada      | 1:09,88 |
| 6    | François Bourque       | Canada      | 1:09,92 |
| 7    | Ole Magnus Kulbeck     | Norvegia    | 1:09,93 |
| 8    | Brad Spence            | Canada      | 1:09,94 |
| 9    | Thomas Trojer          | Austria     | 1:10,08 |
| 10   | Nicholas Baker         | Stati Uniti | 1:10,10 |

Data: 4 marzo

Località: Serre Chevalier

#### Supergigante
| Pos. | Atleta              | Nazione  | Tempo   |
| ---- | ------------------- | -------- | ------- |
| 1    | François Bourque    | Canada   | 1:17,10 |
| 2    | Sergej Komarov      | Russia   | 1:17,29 |
| 3    | Mario Scheiber      | Austria  | 1:17,31 |
| 4    | Philipp Schörghofer | Austria  | 1:17,62 |
| 5    | Ole Magnus Kulbeck  | Norvegia | 1:17,72 |
| 6    | Marc Berthod        | Svizzera | 1:17,76 |
| 7    | Thomas Trojer       | Austria  | 1:17,78 |
| 8    | Daniel Albrecht     | Svizzera | 1:17,97 |
| 9    | Niklas Rainer       | Svezia   | 1:18,03 |
| 10   | John Kucera         | Canada   | 1:18,09 |

Data: 5 marzo

Località: Serre Chevalier

#### Slalom gigante
| Pos. | Atleta                 | Nazione     | Tempo   |
| ---- | ---------------------- | ----------- | ------- |
| 1    | Daniel Albrecht        | Svizzera    | 2:02,72 |
| 1    | Mario Scheiber         | Austria     | 2:02,72 |
| 3    | Philipp Schörghofer    | Austria     | 2:02,74 |
| 4    | Ole Magnus Kulbeck     | Norvegia    | 2:02,94 |
| 5    | Jeremy Transue         | Stati Uniti | 2:03,04 |
| 6    | Christian Flaschberger | Austria     | 2:03,47 |
| 7    | Wolfgang Hörl          | Austria     | 2:03,62 |
| 8    | Kjetil Jansrud         | Norvegia    | 2:03,64 |
| 9    | Thomas Frey            | Francia     | 2:03,73 |
| 10   | Greg Hardy             | Stati Uniti | 2:03,83 |

Data: 7 marzo

Località: Serre Chevalier

#### Slalom speciale
| Pos. | Atleta           | Nazione   | Tempo   |
| ---- | ---------------- | --------- | ------- |
| 1    | Marc Berthod     | Svizzera  | 1:33,74 |
| 2    | Daniel Albrecht  | Svizzera  | 1:34,07 |
| 3    | Lucas Senoner    | Italia    | 1:34,13 |
| 4    | Jouni Kaitala    | Finlandia | 1:35,21 |
| 5    | Steve Missillier | Francia   | 1:35,33 |
| 6    | Martino Leone    | Italia    | 1:36,59 |
| 7    | Andreas Omminger | Austria   | 1:36,66 |
| 8    | Lars Elton Myhre | Norvegia  | 1:36,72 |
| 9    | Raphael Fässler  | Svizzera  | 1:37,22 |
| 10   | Niklas Rainer    | Svezia    | 1:37,34 |

Data: 8 marzo

Località: Monginevro

#### Combinata
| Pos. | Atleta                 | Nazione     |
| ---- | ---------------------- | ----------- |
| 1    | Daniel Albrecht        | Svizzera    |
| 2    | Lucas Senoner          | Italia      |
| 3    | Christian Flaschberger | Austria     |
| 4    | Kjetil Jansrud         | Norvegia    |
| 5    | Jeremy Transue         | Stati Uniti |
| 6    | Lars Elton Myhre       | Norvegia    |
| 7    | Sergej Komarov         | Russia      |
| 8    | Alexander Ortler       | Italia      |
| 9    | Dmitrij Ul'janov       | Russia      |
| 10   | Hans Olsson            | Svezia      |

Data: 4-8 marzo

Località: Monginevro, Serre Chevalier

Classifica stilata attraverso i piazzamenti ottenuti
in discesa libera, slalom gigante e slalom speciale

### Donne

#### Discesa libera
| Pos. | Atleta            | Nazione     | Tempo   |
| ---- | ----------------- | ----------- | ------- |
| 1    | Tamara Wolf       | Svizzera    | 1:15,20 |
| 2    | Lindsey Vonn      | Stati Uniti | 1:15,27 |
| 3    | Julia Mancuso     | Stati Uniti | 1:15,32 |
| 4    | Maria Riesch      | Germania    | 1:15,68 |
| 5    | Kelly VanderBeek  | Canada      | 1:15,70 |
| 6    | Fabienne Suter    | Svizzera    | 1:16,21 |
| 7    | Resi Stiegler     | Stati Uniti | 1:16,26 |
| 8    | Bryna McCarty     | Stati Uniti | 1:16,37 |
| 9    | Lauren Van Ness   | Stati Uniti | 1:16,53 |
| 10   | Sophie Splawinski | Canada      | 1:16,69 |

Data: 4 marzo

Località: Puy-Saint-Vincent

#### Supergigante
| Pos. | Atleta                  | Nazione     | Tempo   |
| ---- | ----------------------- | ----------- | ------- |
| 1    | Julia Mancuso           | Stati Uniti | 1:20,02 |
| 2    | Brigitte Acton          | Canada      | 1:20,78 |
| 3    | Kelly VanderBeek        | Canada      | 1:20,87 |
| 4    | Alexandra Coletti       | Italia      | 1:21,10 |
| 5    | Jessica Lindell Vikarby | Svezia      | 1:21,13 |
| 6    | Isa Tripard             | Francia     | 1:21,24 |
| 7    | Resi Stiegler           | Stati Uniti | 1:21,40 |
| 8    | Barbara Belingheri      | Italia      | 1:21,69 |
| 9    | Sherry Lawrence         | Canada      | 1:21,95 |
| 10   | Fanny Chmelar           | Germania    | 1:21,97 |

Data: 5 marzo

Località: Puy-Saint-Vincent

#### Slalom gigante
| Pos. | Atleta                  | Nazione     | Tempo   |
| ---- | ----------------------- | ----------- | ------- |
| 1    | Jessica Lindell Vikarby | Svezia      | 2:05,70 |
| 2    | Lene Løseth             | Norvegia    | 2:06,41 |
| 3    | Maria Riesch            | Germania    | 2:06,84 |
| 4    | Michaela Kirchgasser    | Austria     | 2:06,97 |
| 5    | Julia Mancuso           | Stati Uniti | 2:07,32 |
| 6    | Angelika Grüner         | Italia      | 2:07,44 |
| 7    | Ana Jelušić             | Croazia     | 2:07,51 |
| 8    | Andrea Fischbacher      | Austria     | 2:07,53 |
| 9    | Miriam Gmür             | Svizzera    | 2:07,62 |
| 10   | Émilie Desforges        | Canada      | 2:07,65 |

Data: 8 marzo

Località: Serre Chevalier

#### Slalom speciale
| Pos. | Atleta                  | Nazione       | Tempo   |
| ---- | ----------------------- | ------------- | ------- |
| 1    | Michaela Kirchgasser    | Austria       | 1:38,53 |
| 2    | Ana Jelušić             | Croazia       | 1:38,82 |
| 3    | Resi Stiegler           | Stati Uniti   | 1:39,37 |
| 4    | Therese Borssén         | Svezia        | 1:39,76 |
| 5    | Maria Riesch            | Germania      | 1:40,13 |
| 6    | Kathrin Zettel          | Austria       | 1:40,31 |
| 7    | Jessica Lindell Vikarby | Svezia        | 1:40,61 |
| 8    | Jacqueline Hangl        | Svizzera      | 1:41,35 |
| 9    | Jessica Walter          | Liechtenstein | 1:41,67 |
| 10   | Alessia Pittin          | Italia        | 1:41,75 |

Data: 7 marzo

Località: Monginevro

#### Combinata
| Pos. | Atleta               | Nazione     |
| ---- | -------------------- | ----------- |
| 1    | Maria Riesch         | Germania    |
| 2    | Michaela Kirchgasser | Austria     |
| 3    | Resi Stiegler        | Stati Uniti |
| 4    | Angelika Grüner      | Italia      |
| 5    | Alessia Pittin       | Italia      |
| 6    | Sophie Splawinski    | Canada      |
| 7    | Brigitte Acton       | Canada      |
| 8    | Sabrina Raich        | Austria     |
| 9    | Aline Bonjour        | Svizzera    |
| 10   | Ana Kobal            | Slovenia    |

Data: 4-8 marzo

Località: Monginevro, Puy-Saint-Vincent, Serre Chevalier

Classifica stilata attraverso i piazzamenti ottenuti
in discesa libera, slalom gigante e slalom speciale

## Medagliere per nazioni
| Pos. | Nazione     | Oro | Argento | Bronzo | Totale |
| ---- | ----------- | --- | ------- | ------ | ------ |
| 1    | Svizzera    | 5   | 1       | 1      | 7      |
| 2    | Austria     | 2   | 1       | 3      | 6      |
| 3    | Stati Uniti | 1   | 1       | 3      | 5      |
| 4    | Canada      | 1   | 1       | 1      | 3      |
| 5    | Germania    | 1   | 0       | 1      | 2      |
| 6    | Svezia      | 1   | 0       | 0      | 1      |
| 7    | Russia      | 0   | 2       | 0      | 2      |
| 8    | Italia      | 0   | 1       | 1      | 2      |
| 9    | Croazia     | 0   | 1       | 0      | 1      |
| 9    | Norvegia    | 0   | 1       | 0      | 1      |